# Пилюда
Пилюда — река в Иркутской области России, левый приток Лены.

## Общие сведения
Берёт своё начало на Приленском плато. Течёт по этому же плато в южном направлении в границах Киренского района. Впадает в реку Лену в 3050 км от её устья. Длина — 105 км, площадь водосборного бассейна — 1760 км². Высота устья — 232 м над уровнем моря. Притоками Пилюды являются реки Рассоха, Кука, Солодиха, а также многочисленные ручьи.

## Гидрология
Питание смешанное. Замерзает в октябре, вскрывается в мае. Характерны летние дождевые паводки. По данным наблюдений с 1978 по 1990 год среднегодовой расход воды в районе деревни Орлова (9,5 км от устья) составляет 10,17 м³/с.

## Данные водного реестра
По данным государственного водного реестра России и геоинформационной системы водохозяйственного районирования территории РФ, подготовленной Федеральным агентством водных ресурсов:
- Бассейновый округ — Ленский
- Речной бассейн — Лена
- Речной подбассейн — отсутствует
- Водохозяйственный участок — Лена от города Киренска до впадения реки Витим